# Monflorite-Lascasas
Monflorite-Lascasas ist eine Gemeinde mit 490 Einwohnern (Stand: 2024) in der Provinz Huesca in der Autonomen Gemeinschaft Aragonien in Spanien. Die beiden namensgebenden Ortschaften liegen in der Hoya de Huesca links und rechts des Río Flumen.

## Geschichte
Die beiden Ortschaften wurden in den 1970er Jahren zur Gemeinde vereinigt.

## Bevölkerungsentwicklung seit 1900
| 1970 | 1981 | 1986 | 1992 | 1999 | 2004 | 2011 | 2016 | 2020 |
| ---- | ---- | ---- | ---- | ---- | ---- | ---- | ---- | ---- |
| 371  | 205  | 193  | 185  | 193  | 217  | 315  | 360  | 405  |

## Sehenswürdigkeiten
- Neoklassizistische Pfarrkirche San Ramón Nonato in Monflorite
- Kirche San Bartolomé in Lascasas
- Einsiedelei Nuestra Señora de los Dolores in Monflorite
- Turm des Lopéz de Gurrea aus dem 15. Jahrhundert

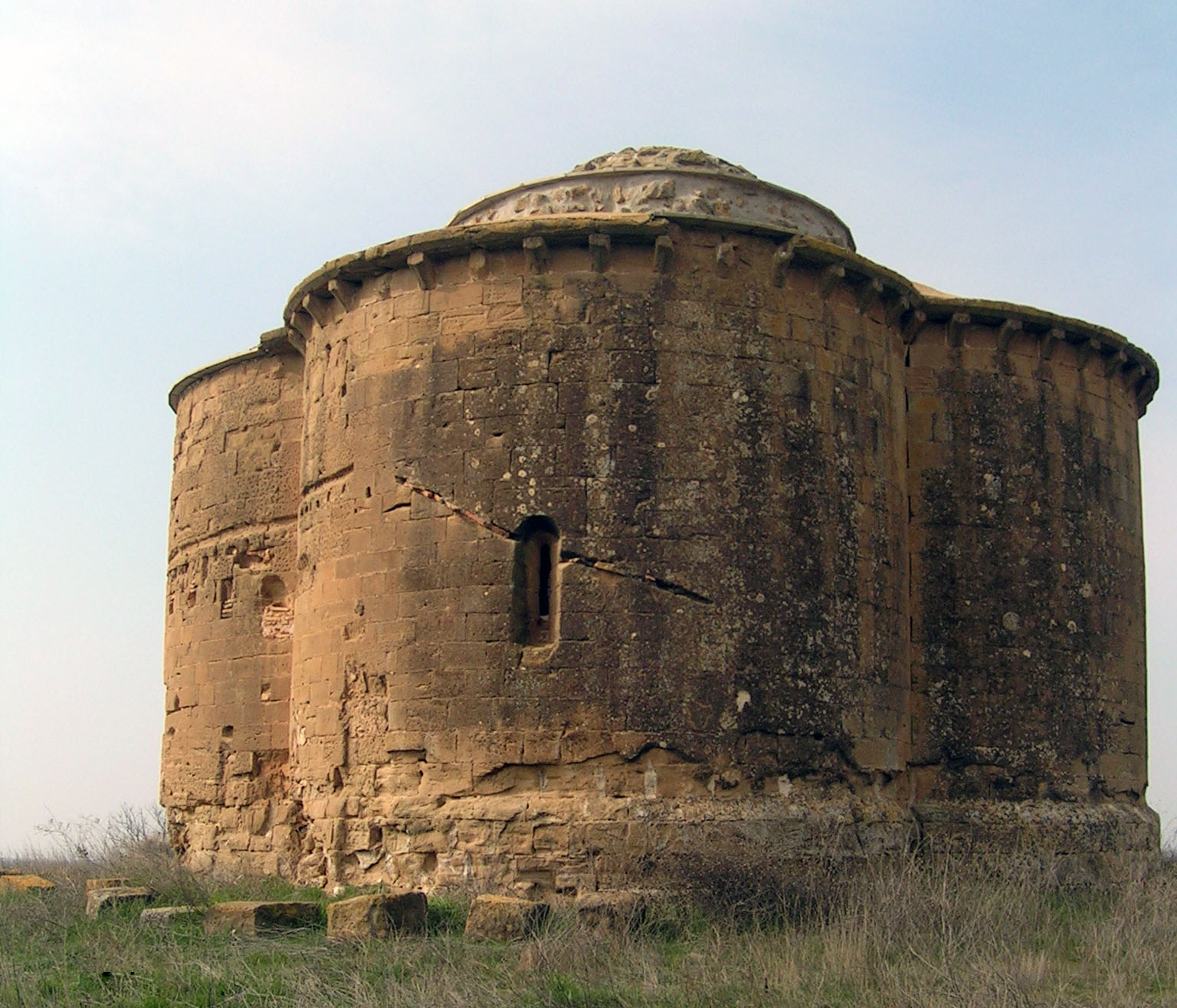
Einsiedelei Nuestra Señora de los Dolores